# Miguel de Almeida (1640-1691)
Miguel de Almeida (cerca de 1640 — Goa, 9 de janeiro de 1691) foi um administrador colonial português.
Foi o 58.º governador da Índia Portuguesa. 
Era filho de Luís de Almeida, 1.º conde de Avintes e sogro de Lourenço de Almeida, governador de Pernambuco.
Foi casado com Paula Iria Côrte-Real, filha do Conselheiro Manuel Corte-Real de Sampaio. 